# Косматов, Леонид Васильевич
Леони́д Васи́льевич Косма́тов (13 января 1901, село Верхний Ломов, Пензенская губерния — 2 августа 1977, Москва) — советский кинооператор, педагог. Заслуженный деятель искусств РСФСР (1944), лауреат трёх Сталинских премий (1947, 1949, 1950). Профессор ВГИКа (1950).

## Биография
Родился в селе Верхний Ломов (ныне Нижнеломовский район Пензенской области).
В 1918 году добровольно вступил в РККА, где заведовал фотокиносекцией политотдела Пензенского губернского военного комиссариата. Учился в школе, созданной на базе Пензенского реального училища, занимался в оперной труппе Ф. П. Вазерского. С юности увлёкаясь кино, обслуживал пензенские киноустановки.
По направлению Пензенского военного комиссариата уехал учиться в Москву. В 1924—1925 годах — заведующий киносекцией Главполитпросвета. Занимался кинофикацией деревни, в 1924 году совместно с А. И. Кациграсом принял участие в кинорейде — в течение месяца демонстрировали кинокартины в сёлах Курской губернии при помощи первого советского передвижного кинопроектора «ГОЗ».
С 1926 года работал на киностудиях «Госвоенкино», «Межрабпом-Русь» и «Востоккино». С 1932 года — на Московской кинофабрике «Союзфильм» (в дальнейшем — киностудия «Мосфильм»). Окончил Государственный техникум кинематографии (мастерская А. А. Левицкого) в 1927 году. Его первые достижения связаны с совместной работой с режиссёром Ю. Я. Райзманом. Был в числе первых советских операторов, начавших освоение многослойной цветной плёнки.
В сентябре 1944 года отправился в Калифорнию за опытом организации работ на американских киностудиях. Результатом нескольких месяцев пребывания на Columbia Pictures, Warner Bros. стал «Отчёт о работе в Голливуде по изучению производства художественных фильмов».
Автор многих книг и статей по теории и практике операторского искусства. Один из организаторов и руководителей движения кинолюбительства в СССР. Его работы отличают мастерство колористического решения в павильонных и натурных съёмках, умение снимать сложные постановочные сцены, тонкое ощущение пейзажа. Л. В. Косматов — инициатор внедрения в СССР одного из способов комбинированной киносъёмки — рирпроекции. Много работал в сотрудничестве с кинорежиссёром Г. Л. Рошалем. Снял около 40 художественных, документальных и научно-популярных фильмов.
С 1929 года преподавал во ВГИКе (с 1950 года — профессор), среди его учеников: Игорь Слабневич, Файзолла Абсалямов, Сергей Вронский, Альгимантас Видугирис, Михаил Коропцов, Инна Зарафьян, Валерий Шувалов, Юрий Марухин, Михаил Суслов, Игорь Клебанов, Александр Полынников, Алексей Родионов, Сергей Астахов, Юрий Райский.
Член ВКП(б) с 1941 года, член Союза кинематографистов СССР.
Умер 2 августа 1977 года. Похоронен в Москве на Востряковском кладбище.

### Семья
Жена — Тамара Тер-Гевондян (1908—2000), художник, теоретик кино, участница студии «Новая реальность».

## Фильмография
- 1927 — Круг
- 1927 — Сенька-африканец
- 1928 — Альбидум (совместно с Г. Кабаловым)
- 1928 — Два соперника (совместно с Н. Франциссоном, Н. Быковым)
- 1928 — Каторга
- 1928 — Приключения Петьки Курка
- 1930 — Земля жаждет
- 1932 — Рассказ об Умаре Хапцоко
- 1935 — Лётчики
- 1936 — Зори Парижа
- 1936 — Поколение победителей
- 1938 — Бакинцы (совместно с Д. Фельдманом)
- 1938 — Семья Оппенгейм
- 1940 — Поднятая целина
- 1941 — Дело Артамоновых
- 1941 — Концерт-вальс (совместно с М. Гиндиным)
- 1942 — Боевой киносборник «Наши девушки»
- 1944 — Под звуки домбр (совместно с Н. Кононовым)
- 1946 — Клятва
- 1948 — Мичурин (совместно с Ю. Куном)
- 1949 — Падение Берлина
- 1951 — Незабываемый 1919-й (совместно с В. Николаевым)
- 1955 — Вольница
- 1957 — Сёстры
- 1958 — Восемнадцатый год
- 1959 — Хмурое утро
- 1962 — Суд сумасшедших
- 1963 — Когда казаки плачут (совместно с И. Лукшиным и А. Панасюком)
- 1965 — Год как жизнь (совместно с А. Симоновым)
- 1967 — Каменный гость
- 1968 — Они живут рядом (совместно с А. Симоновым)
- 1970 — Морской характер (совместно с В. Захарчуком)

## Награды и премии

Мемориальная доска
Л. В. Косматову в Пензе

- орден Трудового Красного Знамени (1 февраля 1939) — за фильм «Семья Оппенгейм» (1938)[11];
- заслуженный деятель искусств РСФСР (17 апреля 1944)[12];
- Сталинская премия первой степени (1947) — за фильм «Клятва» (1946)[2];
- Сталинская премия второй степени (1949) — за фильм «Мичурин» (1948)[2][13];
- Сталинская премия первой степени (1950) — за фильм «Падение Берлина» (1949)[2];

- орден Трудового Красного Знамени (6 марта 1950) — за выдающиеся заслуги в развитии советской кинематографии, и в связи с 30-летием[14];
- орден Ленина (15 января 1971)[источник не указан 255 дней].

## Увековечение памяти
В Пензе на бывшем здании Пензенского реального училища по улице Володарского, 1 (ныне — Многопрофильной гимназии № 4 «Ступени» города Пензы), где учился Леонид Косматов, установлена посвящённая ему мемориальная доска.

## Комментарии
1. ↑  Голливудский отчёт Л. В. Косматова получил гриф «Только для служебного пользования» и не был издан. Первая публикация осуществлена в 2020 году в № 1 журнала «Телекинет»[4].